# Daniel Paulson
Daniel Paulson, född den 23 september 1995, är en svensk fotbollsspelare som spelar för Örgryte IS. Paulson är en  mittfältare som i Örgryte oftast spelar som vänster yttermittfältare.

## Karriär
Paulson blev säsongen 2014 utsedd till bästa spelaren i Division 1 Södra.